# Bahncomfort

Logo von bahn.bonus comfort zwischen 2011 und 2019

Bahncomfort (Eigenschreibweise: BahnComfort) war ein zum 15. Dezember 2002 eingeführtes Vielfahrerprogramm der Deutschen Bahn. Dieses diente der Verstärkung der Kundenbindung durch das Einräumen zusätzlicher Serviceleistungen und Rabatte. 
Bis zum 31. März 2011 wurde das Vielfahrerprogramm als bahn.comfort bezeichnet. Zwischen 2011 und vor 2020 wurde es als bahn.bonus comfort vermarktet. Danach wieder unter der ursprünglichen Bezeichnung BahnComfort.
Am 5. April 2022 gab die Deutsche Bahn bekannt, dass BahnComfort ab dem 13. Juni 2022 durch BahnBonus mit drei Statusleveln Silber, Gold und Platin ersetzt wurde. Die drei Statusstufen betragen 1.500, 2.500 und 6.000 Statuspunkte. Das Sammeln und Nutzen der Statuspunkte ist seitdem auch mit abgelaufenen BahnCards oder BahnBonus Cards möglich.

## Geschichte
Mitte Februar 2002 wurden Pläne der Deutschen Bahn zur Einführung eines Vielfahrerstatus bekannt.
Ab 15. April 2002 konnten Inhaber einer BahnCard bahn.comfort-Punkte sammeln. In der Anlaufphase bis 15. Dezember 2002 waren binnen sechs Monaten 1.000 Punkte notwendig, um sich für den Status zu qualifizieren, der zum Fahrplanwechsel am 15. Dezember 2002 eingeführt wurde. Bis Ende 2002 hatten sich über 100.000 Kunden qualifiziert. Ende 2006 lag die Zahl der BahnComfort Kunden bei rund 160.000, Ende 2007 bei 200.000.
Zum 1. April 2011 fand eine Repositionierung von bahn.bonus statt, um den Programmaufbau (Punkte, Prämien, Status) zu verdeutlichen. In diesem Zusammenhang erfolgte eine Umbenennung von bahn.comfort in bahn.bonus comfort.
2022 gab es rund 300.000 Vielfahrende.
Seit dem 13. Juni 2022 gibt es kein separates BahnComfort mehr, sondern die drei BahnBonus Statuslevel Silber, Gold und Platin.

## Mitgliedschaft

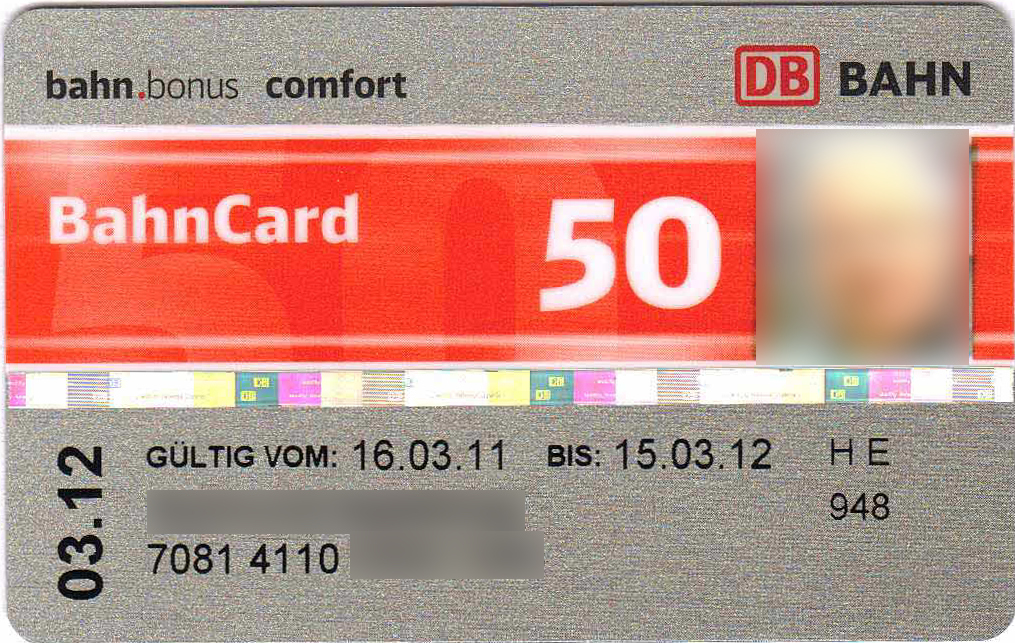
BahnCard 50 Comfort 2011/12

Alle Inhaber einer BahnCard, BonusCard Business und Comfort-Karte (zum DB Job-Ticket) konnten an BahnBonus teilnehmen. Sie konnten beim Kauf von Fahrscheinen freiwillig Statuspunkte (für den BahnComfort Status) sammeln. Jeder angefangene Euro Umsatz (Mindestumsatz: fünf Euro) entsprach je einem Statuspunkt. Sitzplatzreservierungen und reine Nahverkehrsangebote innerhalb von Verkehrsverbünden waren hingegen nicht sammelfähig. Statuspunkte sind 365 Tage ab Gutschrift gültig.
Fahrkarten, mit deren Kauf Prämien- und Statuspunkte gesammelt wurden, trugen seit 2010 den Schriftzug bahn.bonus (zuvor bahn.comfort).
Mit der Einführung der kostenlosen BahnBonus Card wurde auch Kunden ohne gültige BahnCard das Sammeln von Punkten für BahnComfort ermöglicht. Um die Zusatzleistungen bei einem Punktestand von mindestens 2000 in Anspruch nehmen zu können, bedurfte es jedoch einer gültigen BahnCard.
Wurden innerhalb von 12 Monaten 2.000 Statuspunkte erreicht, wurde eine neue BahnCard mit BahnComfort-Status ausgestellt. Diese war silbergrau (Bahncard 100: schwarz) unterlegt und trug den Zusatz BahnComfort. Sie ersetzte die bisherige BahnCard und berechtigte zur Nutzung der BahnComfort-Leistungen. Rabattstufe und Gültigkeitszeitraum entsprachen der vorherigen Karte.
Nach Ende der Gültigkeit dieser Karte wurde die Folgekarte (soweit bestellt) nur dann mit BahnComfort-Status ausgestellt, wenn der Statuspunktestand zu Beginn der Laufzeit wenigstens 2.000 Punkte betrug. (Bis zum 12. Dezember 2010 war die Folgekarte der ersten BahnComfort-Karte nach Erreichen des Status automatisch wieder eine BahnComfort-Karte.)
Inhaber einer BahnCard 100 sowie Inhaber einer persönlichen Jahreskarte oder eines DB Job-Tickets im Wert von mindestens 2.000 Euro hatten automatisch den BahnComfort-Status.

## Leistungen
Teilnehmer konnten folgende Leistungen nutzen:
Lounges
BahnComfort-Teilnehmer und je eine Begleitperson hatten – auch ohne Fahrschein – kostenlosen Zugang zu den DB Lounge genannten Warteräumen der DB, die es in 15 großen Bahnhöfen gibt. Für den speziellen Erste-Klasse-Bereich war eine tagesaktuelle Fahrkarte zum Flexpreis der ersten Klasse vorzuweisen; Begleitpersonen waren nicht zugelassen. Darüber hinaus hatten BahnComfort-Teilnehmer mit internationalem Ticket freien Eintritt zu den Lounges der Railteam-Partner Belgien, Frankreich, Großbritannien, den Niederlanden, Österreich und der Schweiz.
BahnComfort-Service
Das sogenannte „Servicetelefon für Comfort-Kunden“ war täglich von 6 bis 23 Uhr unter der auf der Rückseite der BahnCard mit Comfort-Status genannten Nummer erreichbar. Dieser von DB Dialog betriebene Kundendienst mit ca. 70 Mitarbeitern stand nur BahnComfort-Teilnehmern zur Verfügung.
Sitzplatzvorteile
Teilnehmer können spezielle Sitzplatz- und Reservierungskontingente in Fernzügen nutzen. Im Sitzplatzbereich für Comfort-Kunden sollten Fahrgäste, die selber nicht BahnComfort-Kunden waren, ihren Platz für Teilnehmer freigeben; einen Anspruch auf diese Plätze sahen die Beförderungsbedingungen zwar nicht vor, über das Hausrecht konnte das Zugbegleitpersonal BahnComfort-Teilnehmern jedoch Sitzplätze zuweisen.
Parkplätze für Comfort-Kunden
An 14 Bahnhöfen standen für Teilnehmer spezielle Parkplätze zur Verfügung. Diese mussten spätestens bis 20 Uhr des Vortags über das Servicetelefon für Comfort-Kunden gebucht werden. In einigen Bahnhofs-Parkhäusern gab es Preisnachlässe für BahnComfort-Kunden.
Comfort-Partner
Teilnehmer erhielten besondere Services und Sonderkonditionen bei Partnern aus dem Hotel- und Mietwagenbereich oder beim Bahnshop.
Comfort-Portal
Teilnehmern stand auf den personalisierten Internetseiten der Bahn (Meine Bahn) ein geschlossener Bereich mit Informationen zu den Statusleistungen sowie zusätzlichen Angeboten zur Verfügung.